# Streptoleberis arcuata
Streptoleberis arcuata is een mosselkreeftjessoort uit de familie van de Philomedidae. De wetenschappelijke naam van de soort is, als Scleroconcha arcuata, voor het eerst geldig gepubliceerd in 1962 door Poulsen.